# Janet L. Kavandi
Janet Lynn Kavandi, född 17 juli 1959 i Missouri, är en amerikansk astronaut uttagen i astronautgrupp 15 den 9 december 1994.
Kavandi har deltagit i rymdfärderna STS-91, STS-99 och STS-104.